# OODAループ

OODAループによる意思決定手順

OODAループ（英語: OODA Loop、ウーダ・ループ）は、意思決定と行動に関する理論。アメリカ空軍のジョン・ボイド大佐により提唱されて、元々は航空戦に臨むパイロットの意思決定を対象としていたが、作戦術・戦略レベルにも敷衍され、更にビジネスや政治など様々な分野でも導入されており、コリン・グレイらにより、あらゆる分野に適用できる一般理論 (Grand theory) と評されるに至っている。

## 概要
OODAループは、元々は航空戦に臨むパイロットの意思決定を対象としていたが、後にこれに留まらず、官民を問わずあらゆる個人の生活、人生ならびに組織経営等において生起する競争・紛争等に生き残り、打ち勝ち、さらに反映していくためのドクトリン、そして創造的行動哲学となった。
OODAループは、観察（Observe）- 情勢への適応（Orient）- 意思決定（Decide）- 行動（Act）- ループ（Implicit Guidance & Control, Feedforward / Feedback Loop）によって、健全な意思決定を実現するというものであり、理論の名称は、これらの頭文字から命名されている。
OODAループ理論は、アメリカ全軍やNATO（北太平洋条約機構）加盟国をはじめとする西側各国の軍隊だけでなく中国やロシアを含む世界中の軍隊で採用され、その戦略を大きく転換させた。そして、今ではシリコンバレーをはじめとする欧米のビジネス界でも基本戦略として採用され、アメリカのビジネススクールでも教えられている。

## 来歴
OODAループ理論は、朝鮮戦争の空中戦についての洞察を基盤にして、指揮官のあるべき意思決定プロセスを分かりやすく理論化したものである。朝鮮戦争では、アメリカ軍はF-86戦闘機、ソ連軍および中国軍はMiG-15戦闘機を主力として航空戦を戦った。F-86をMiG-15と比べると、加速・上昇・旋回性能のいずれでも劣っていたにもかかわらず、実際の交戦ではF-86のほうが優れた戦果を示し、最終的に、そのキル・レシオ（撃墜・被撃墜の率）はほぼ10対1にも達したといわれていた。ジョン・ボイドは、自身も数度に渡ってF-86に搭乗してMiG-15と交戦しており、これらの経験をもとにして洞察した結果、決定的な勝因は、操縦士の意思決定速度の差にあったと結論づけた。F-86のコクピットは360度の視界が確保されており、MiG-15に比べると操縦も容易であったため、F-86のパイロットは敵機をより早く発見することができ、より早く対応する行動をとることができた。
ボイドは、この洞察をさらに敷衍して、戦闘機パイロットの意思決定過程の一般化を試みた。従来の意思決定モデルは線形を描いていたのに対して、このモデルでは非線形構造が採用されており、ひとつのOODAプロセスの最後にあたる「行動」（Act）の結果は、直ちに次の「観察」（Observe）の段階で評価され、次の意思決定に反映されることで、ループを描くこととなる。このループは、空中戦のモデルにおいては、一方が無力化されるまで続くこととなる。

## 段階

### 観察 (Observe)
監視・観察と訳される。意思決定者自身が直面する、自分以外の外部状況に関する「生のデータ」 (Raw data) の収集を意味する。
理論の原型となった空戦においては、パイロット自身の目視、機体装備のセンサー、あるいは地上レーダーや早期警戒機からの伝送情報により敵機を探知する。また、地上部隊であれば斥候部隊や航空偵察、艦艇であれば艦装備のセンサーおよび外部のISRシステム（偵察衛星や航空偵察）も使用される。
また部隊指揮においては、「観察」段階から「情勢への適応」段階にかけて、C4Iシステムを用いた共通戦術状況図（CTP）および共通作戦状況図（COP）の作成も行なわれる。これは、各階梯において情勢認識を共通化し、情勢判断と意思決定の基盤となるものである。

### 情勢への適応 (Orient)

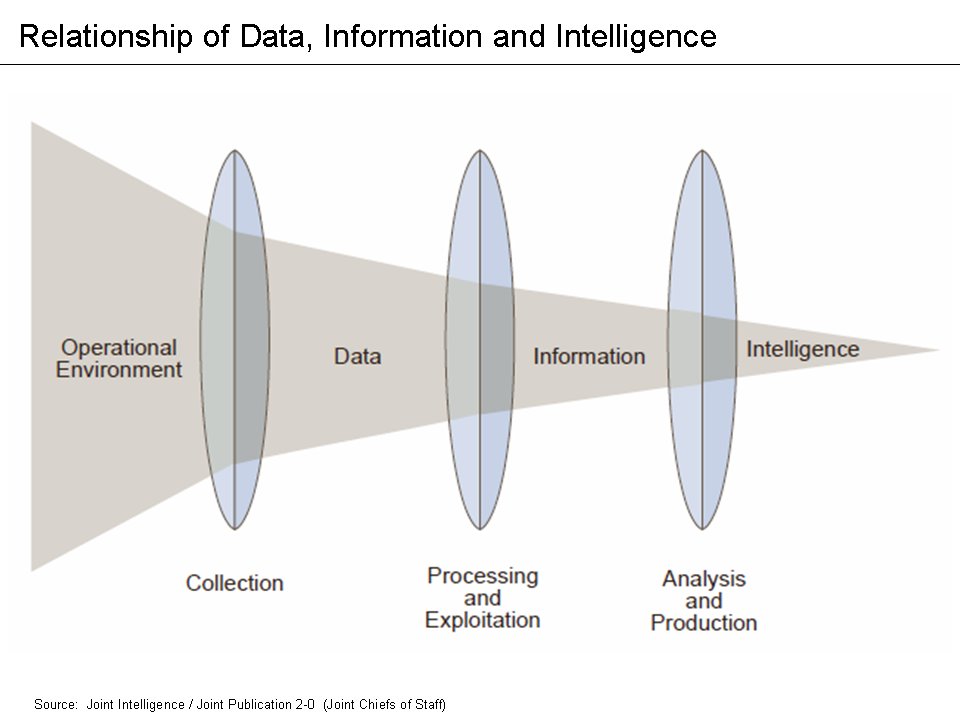
「データ」と「インフォメーション」、「インテリジェンス」の関連性

「情勢への適応」あるいは状況判断と訳される。「観察」段階で収集した「生のデータ」をもとに情勢を認識し、「価値判断を含んだインフォメーション」として生成する段階である。
ボイドは、この段階をビッグ Oと称して、特に重視していた。意思決定者は、下記の5つの要素から構成される「判断のための装置」により、「データ」から「インフォメーション」へと加工していく。
- 文化的伝統（Cultural Traditions）
- 分析・総合（Analysis & Synthesis）
- 従来の経験（Previous Experiences）
- 新しい情報（New Information）
- 世襲資産（Genetic Heritage）

「世襲資産」、「文化的伝統」、そして「従来の経験」がなければ、従来経験した環境と変化によって形成された精神物理学的能力についての含蓄的レパートリーを持ちえない。また各分野の領域の、あるいは各種の競合及び独立的なチャンネルにまたがって取得する情報の「分析および総合」がなければ、よく精通していない現象または見たこともない変化に対処するための新しいレパートリーを展開することはできない。そして多くの異なった領域およびチャンネルにまたがる取得情報についての推定、感情移入、相関および拒否という多側面の含蓄的な相互参照のプロセスがなければ、「分析・総合」はなしえない。
各人の「判断のための装置」は当然のごとく各人ごとに異なっており、いかなる環境においても適切に動作する保証はない。また、組織のレベルに拡大して、複数の意思決定者が存在する場合、これらの間に齟齬が発生することも珍しくない。このようにして、OODAループがこの段階で止まってしまい、次の「D」に入れない恐れも多分にある。そのような場合をOO-OO-OOスタックと称する。

### 意思決定 (Decide)
「情勢への適応」段階で判断された情勢をもとに、行動として具体化するための方策・手段を選択し、場合によっては方針・計画を策定する段階である。攻撃の可否、攻撃する場合には攻撃すべき順序および採用すべき手段、最終的な攻撃指令が含まれる。また、戦闘状況を離脱する場合には離脱する経路の決定、状況によってはここから「観察」の段階に戻ることもある。
理論の原型となった空戦においては、超高速で機動する最中であることから、パイロットは、事前の訓練で規定化された方針を瞬時に採択する。一方、地上部隊や艦艇であれば、指揮官・幕僚の経験・資質、データベース、および、C4Iシステムおよびオペレータによるマン-マシン-システムに基づいて行なわれる。

### 行動（Act）
「意思決定」段階で採択された方針に基づいて、指揮官の意図・命令を踏まえて、実際の行動に移る。攻撃する場合には、実際の火力発揮が行なわれる。

### 暗黙の誘導・統制とループ（Implicit Guidance & Control, Feedforward / Feedback Loop）
従来の線形モデルにおいては、この実行の段階で意思決定プロセスは終了する。しかし、OODAループにおいては、再び「観察」段階に戻り、行動の結果を判定して、次の「情勢への適応」に続けることとなる。
なお実際には、OODAループが順序通りに進むのは例外的パターンにすぎない。特にODAの部分については、ボイドのOODAループの最終版では「暗黙の誘導・統制」により「意思決定」を飛ばして進むことが理想的とされており、順序通り進められるのは、暗黙的な指示が十分でないときに限られる。これは、大部分の意思決定は暗黙的になされており、またそうあるべきであることを意味している。多くの場合、明示的な意思決定の必要はなく、情勢判断が直接に行動を統制する。ビジネススクールで典型的に教えられるタイプのフォーマルな意思決定は、経験が浅いときにのみ必要とされるにすぎない。

## 意義と応用

### 軍事全般への敷衍
上記のすべてを包括するOODAループがなく、更に、他者のOODAループ内に侵入する能力がなければ、「不確定で、常に流動する予測不能な現実」を理解し、表現し、現実に適合し、そしてそれに対応して意思決定を行うことは期待しえない。
ボイドは、戦史上、特に劣勢とみられる側が優勢な敵を撃破した戦例において、敵の精神的要素に打撃を加えることによる勝利がしばしばみられることを発見した。この場合、劣勢な軍隊は敵主力との正面衝突を避け、奇襲・欺瞞などの奇襲攻撃や、敵の弱点への集中攻撃 (surgical strike) により、敵の指揮官や指導部を精神的混乱に陥れ、勝利を得ていたと考えられた。そしてその鍵となるのが、OODAループの回転速度の迅速性であった。OODAループのテンポが速いということは、彼我の状況に即応し、迅速に行動を修正できるというだけでなく、敵との関係で主導権を握ることにもつながる。主導権を握り、自己のOODAループを高速回転させ、更なる行動を繰り出すことで、敵はその対応に忙殺されて本来あるべきOODAループを作動することができなくなり、心理的に追い詰められることになる。これが機略戦のキーポイントの一つである。
陸上自衛隊も本理論に注目したものの、戦術作戦・戦闘教範である『野外令』に収録するにあたって検討した結果、「ビッグO」の具体的な定義が困難であると結論し、最初の2つのOを「I」、すなわち「情報」（information）として統合したIDAサイクルに改訂した。

### 民間への適用
OODAループやそれを活用した機略戦理論は、上記のような軍事分野だけでなく民間のビジネスでも有用であり、例えばボイド自身、日本のトヨタ生産方式はビジネスにおいて機略戦理論を先取りした例であると述べていた。同社は伝統的にPDCAサイクルを重視していることが知られているが、原田勉は、同社のいう「PDCAサイクル」は実質的にはOODAループに近いものであると指摘している。
またOODAループ理論そのものの導入も進んでおり、例えばハーバード大学の経営大学院が発行するハーバード・ビジネス・レビューでは、1988年にはさっそくOODAループ理論の組織への適用について紹介しているほか、2012年、2013年にも重ねて紹介した。現在では、スピードと柔軟性を重視した「OODAループ戦略一般理論」は、多くの企業のビジネスモデルに応用されている。工業化時代には、クラウゼヴィッツの『戦争論』がビジネスに適用されたが、情報化時代ではボイド大佐の『OODAループ意思決定理論』がそれに代わり、第四次産業革命の今日は『OODAループ戦略一般理論』が適用されるようになっていると称される。リーンスタートアップはOODAループ理論に基づいたイノベーションの手法として普及している。
そしてまた、組織論や戦略理論に限らず、OODAループの思考法は企業内での仕事、そして受験勉強や就活・婚活、スポーツなど、広く社会生活全体に適用されるようになっている。